# A Móka
A Móka illusztrált heti élclap Lugoson. 1932-ben Balázsi Ferenc, 1933-ban Molnár Ida és Keresztury Pál a felelős szerkesztője. Marianov Mátyás és Matuska Ödön szerkesztette, művészeti munkatárs Trauer Ödön. Néhány száma Új Móka címen jelent meg.